# Demetri (arquitecte)
Demetri (en llatí Demetrius, en grec antic Δημητριος) fou un arquitecte grec que conjuntament amb Peoni d'Efes va acabar el gran temple d'Àrtemis a Efes que havia estat començar per Quersifró 220 anys abans. Va viure vers el 340 aC. Vitruvi l'anomena com servus Dianae (ἱερόδουλος). (Vitruvius. VII. Praef. § 16).